# Tjasse
Tjasse (norrønt Þjazi, også stavet Thiazi, Thjazi eller Thiassi) er en jætte i nordisk mytologi. Tjasse er søn af Årvalde og er bror til Gang og Idi, og han er fader til Skade. Han bor i Trymheim i Jotunheim.
Han er mest kendt for at have bortført gudinden Idun, hvilket omtales i både Yngre Edda og i skjaldedigtet Haustlöng.
Han blev dræbt af aserne efter de har fået befriet Idun.
Han nævnes også i Skáldskaparmál, Grímnismál, Hárbarðsljóð , Lokasenna og Hyndluljóð.

## Galleri
- Tjasse stopper aserne i at tilberede deres mad. Illustration fra 1700-tals manuskript fra Island.
- Loke slår til Tjasse med en kæp, fordi han stopper aserne i at tilberede deres mad.